# Avant-garde ouvrière (Italie)

Logo d'Avanguardia Operaia

Avant-garde Ouvrière (Avanguardia operaia) est une organisation extra-parlementaire communiste italienne, active de 1968 à 1978, date de sa dissolution dans Démocratie Prolétarienne, alliance électorale dont elle faisait partie depuis 1975.

## Histoire
L'organisation est née à Milan en 1968, rassemblant sur une plate-forme politique "ouvrière-léniniste", l'Avanguardia Operaia, de Milan, les cercles Rosa Luxemburg et Lénine de Venise, les Comités d'Unité de Base (CUB), les organismes de syndicalisme direct très forts dans les grandes usines de Milan (mais aussi présents à Rome, Trente et Pérouse), les collectifs d'étudiants-travailleurs de certaines facultés scientifiques et instituts techniques, des intellectuels liés aux expériences ouvrières (Vittorio Rieser de Turin) et quelques groupes du centre-sud. 
En 1970, Gauche Léniniste (Sinistra Leninista), un groupe de Rome, a également rejoint AO. Ce n'est qu'en 1971 que l'organisation réussit à s'implanter dans le sud de l'Italie
Fondé sur une ligne idéologique typiquement léniniste et maoïste, l'organisation a toujours eu un caractère ouvrier marqué : dans le milieu scolaire et universitaire, l'action de l'Avanguardia operaia était souvent en contraste, et une alternative ouverte avec le Mouvement étudiant. Cependant, ce n'est qu'en 1974 que naissent les CUB (comités unitaires de base) étudiants, qui opèrent dans le milieu scolaire dans le but de donner vie à une action organiquement unitaire entre étudiants et travailleurs ; à Bologne, l'un de leurs premiers fondateurs est Pier Luigi Bersani.
Entre la fin de 1967 et les premiers mois de 1968, le journal Avanguardia operaia paraît, comme une feuille "éditée par un groupe d'ouvriers du Sit-Siemens" de Milan, devenant bientôt le journal officiel de l'organisation du même nom, née de l'union des ouvriers du Sit-Siemens et de Pirelli, Sip et Borletti avec quelques militants trotskystes ayant quitté le PCI et les Groupes Communistes Révolutionnaires (GCR). Parmi ces derniers, les principaux représentants de l'AO : Massimo Gorla, Luigi Vinci et Silverio Corvisieri.
L'organisation, dont le centre opérationnel était toujours situé dans la région de Milan, disposait de plusieurs publications  en plus d'Avanguardia operaia, comme Politica comunista (1972), Quaderni di Avanguardia operaia (1972) et le journal Quotidiano dei lavoratori (1974). Ce dernier, édité par Silviero Corvisieri, a connu une diffusion discrète dans les villes industrielles de l'Italie du Nord.

## Le service d'ordre et les violences de Milan
À l'automne 1974, Avanguardia operaia disposait d'une structure de service d'ordre efficace, divisé en zones territoriales et coordonné au niveau de la ville de Milan. Ce service d'ordre a rapidement commencé à mener des activités liées à l'"antifascisme militant", en réalisant des agressions contre ceux qui étaient considérés comme des ennemis et des assauts contre les repaires des fascistes. Le groupe utilisait fréquemment des clés " Hazet " de 36 mm pour attaquer ses adversaires politiques, à tel point qu'ils étaient surnommés les Plombiers. Généralement, les attaques étaient précédées de menaces contre la personne concernée. Ensuite, la victime désignée, attaquée seule, était encerclée et frappée à la tête avec les clés jusqu'à ce qu'elle tombe au sol, inconsciente.
Le 13 mars 1975, à Milan, les étudiants en médecine du service d'ordre d'Avanguardia operaia attaquent l'étudiant fasciste Sergio Ramelli, qui, à cause des coups qu'il a reçus avec une clé à molette, meurt 48 jours après. L'année suivante (31 mars 1976), un "assaut" est lancé contre le bar Porto di Classe, habituellement fréquenté par des militants de droite, où une personne est invalidée à vie à cause de blessures subies lors des affrontements. Certains militants de l'organisation ont été condamnés une dizaine d'années plus tard pour ces agressions.
En 1985, au cours des enquêtes des juges d'instruction Maurizio Grigo et Guido Salvini, qui découlaient des aveux de trois repentis liés à la branche de Bergame de Prima Linea, les enquêteurs ont trouvé dans un appartement de la rue Bligny un fichier contenant des données sur plus de 10 000 personnes considérées comme des militants néofascistes, des membres d'organisations rivales ou, en tout cas, des cibles potentielles d'attentats. On y trouve notamment de nombreuses photographies de personnes présentes aux funérailles de Sergio Ramelli, ainsi que des coordonnées de ses amis et des informations sur le bar Porto di Classe. 
Le fichier, créé au début des années 1970 par Avanguardia operaia et transmis ensuite à d'autres organisations (dont Democrazia Proletaria), était en possession de Marco Costa et Giuseppe Ferrari Bravo (dont le nom figurait dans l'appartement), deux militants de la gauche extra-parlementaire, tous deux impliqués dans le meurtre de Sergio Ramelli et dans l'assaut du bar Porto di Classe.

## L'abandon de la voie extra-parlementaire
Avanguardia operaia, dépassée, comme toutes les organisations de la nouvelle gauche au milieu des années 70, par la militarisation croissante de l'affrontement social et politique, fit le choix de suivre la voie de l'entrée dans les institutions, en adhérant, en 1975, au cartel électoral de Démocratie Prolétarienne (avec Lotta Continua et le Parti d'Unité Prolétarienne pour le Communisme) ; Gorla et Corvisieri sont élus à la Chambre des Députés.
La majorité d'AO, menée par Gorla, Corvisieri et Vinci (qui deviendra plus tard membre du Parlement européen de Refondation Communiste), fusionne dans Démocratie Prolétarienne quand cette coalition se transforme en véritable parti en 1978, tandis que la minorité d'Aurelio Campi entre dans le PdUP pour le communisme. Démocratie Prolétarienne se dissout en 1991, alors que le PdUP pour le communisme avait déjà fusionné avec le PCI. Edo Ronchi, membre d'Avanguardia operaia, avait déjà quitté Démocratie Prolétarienne pour fonder Les Verts Arc-en-ciel(Verdi Arcobaleno). En 1996, Edo Ronchi sera nommé par Romano Prodi ministre de l'environnement.